# تپه قلعه برزند
تپه قلعه برزند مربوط به سده‌های اولیه دوران‌های تاریخی پس از اسلام - سده‌های متاخر دوران‌های تاریخی پس از اسلام است و در شهرستان گرمی، بخش انگوت، دهستان پائین برزند، روستای برزند واقع شده و این اثر در تاریخ ۳۰ بهمن ۱۳۸۶ با شمارهٔ ثبت ۲۱۰۵۷ به‌عنوان یکی از آثار ملی ایران به ثبت رسیده است.